# Batalla de Málaga (1937)
La batalla de Málaga fue una ofensiva de principios de 1937 lanzada por una fuerza combinada del bando sublevado y los italianos del Corpo Truppe Volontarie para arrebatar el control de la provincia de Málaga a los republicanos durante la guerra civil española. La participación de regulares marroquíes y tanques italianos del recién llegado CTV llevó a la retirada de los republicanos y la capitulación de Málaga en menos de una semana. La caída de la ciudad produjo uno de los mayores éxodos de civiles en la Guerra Civil, eclipsado por la posterior masacre de la carretera Málaga-Almería.

## Antecedentes

### Situación en Málaga
La ciudad de Málaga y buena parte de su provincia se habían mantenido en el bando republicano desde el inicio de la Guerra Civil, aunque las milicias y comités obreros se habían hecho con el control de la zona. Ya durante la República, Málaga se había caracterizado por la fuerza del movimiento obrero, en especial de la CNT y del Partido Comunista de España (PCE). De hecho, el PCE consiguió el primer diputado de su historia por esta provincia: Cayetano Bolívar. Una vez que los sublevados lograron levantar el sitio de Granada en agosto de 1936, tanto Málaga como su provincia quedaron en un casi total aislamiento. Así, desde el 18 de agosto Málaga se convirtió en una especie de península republicana rodeada del territorio sublevado, aunque unida a su zona por un estrecho pasillo que invitaba a ser estrangulado.
Su posesión, desde luego, aportaba grandes beneficios al territorio controlado por los sublevados: Málaga era un puerto importante en el Mediterráneo con 150 000 habitantes, siendo la segunda ciudad más grande de la zona andaluza. Su conquista acortaría la línea del frente en 150 kilómetros y alejaría la amenaza que aún persistía sobre la ciudad de Granada. Por otro lado, no sólo privaría a la Armada republicana de una punta de lanza sobre el estrecho sino que dotaría a los sublevados de un excelente puerto en pleno Mediterráneo, sobre todo al facilitar las comunicaciones del sur de España con Marruecos y con Mallorca.

### Operaciones iniciales
El 13 de enero empezó en la zona una ofensiva dirigida por Queipo de Llano, que ostentaba el mando del ejército del sur sublevado, aunque el coronel Francisco Borbón y de la Torre, Duque de Sevilla tenía el mando directo de las tropas. Este empezó ocupando la parte occidental del territorio republicano en los tres primeros días, llegando hasta Marbella. En efecto, el 13 de enero la aviación franquista bombardeó la ciudad de Málaga, en combinación con fuego de artillería desde una unidad de la Armada, produjo 300 muertos y más de 1000 heridos entre los republicanos, con ulteriores incendios en el puerto y la ciudad. Además se informa de que las tropas franquistas merodean por la zona de Gibraltar. El 14 de enero, prosiguieron los bombardeos sobre Málaga y las tropas franquistas ocupan Estepona con facilidad. El 15 de enero, el comunicado oficial franquista anuncia la toma de San Pedro Alcántara. En la noche del 16 de enero llegaron a Marbella. Se detuvo a un centenar de soldados y oficiales. El general Queipo de Llano confirmó en su alocución del día 20 de enero el bombardeo republicano de Marbella y Algeciras, muestra del contraataque republicano. La prensa franquista informa el día 22 del avance de un escuadrón de Caballería hasta el mismo sistema de atrincheramientos antepuesto a Málaga.
Por su parte, las tropas de la guarnición de Granada, al mando del coronel Antonio Muñoz Jiménez, avanzaron para apoderarse de Alhama, que fue tomada el 22 de enero, y territorios circundantes como Escúzar, Cacín, Ventas de Huelma y otros, al norte de la provincia de Málaga. A la par, la capital malagueña fue bombardeada nuevamente esa misma jornada. El parte oficial franquista del 21 de enero hablaba ya del establecimiento de un enlace entre las posiciones sublevadas.
Estos dos ataques y otros preliminares se llevaron a cabo sin encontrar la más mínima resistencia por parte de los grupos milicianos presentes en la zona. Los refugiados de los territorios perdidos afluían en cascada a la ciudad y dormían sobre las losas de la catedral. A pesar de estas primeras ofensivas, el mando republicano de Málaga ni sospechó que pudieran constituir el preámbulo de una campaña general, ni tomó medidas al respecto No disponían de hombres y artillería suficientes como para poder reforzar las pobres defensas de la zona, y el gobierno de Valencia tampoco podría haber enviado refuerzos y artillería ya que en ese momento la carretera costera se encontraba cortada a su paso por Motril debido a unas inundaciones.

## Fuerzas presentes

### Bando republicano
Las tropas republicanas en Málaga distaban mucho de ser un ejército organizado, en medio de una mezcolanza de milicias de distintos partidos y sindicatos. El jefe republicano de la zona era el coronel José Villalba Rubio, que había sido recientemente trasladado a la plaza andaluza desde Cataluña; contaba con el asesoramiento militar de un coronel soviético llamado Kremen, aunque existía una nula colaboración entre ellos. Tampoco había idilio entre Villalba y Martínez Monge, que no era otro que su superior y jefe del Ejército republicano del Sur, y tampoco con el jefe del Alto Estado Mayor en Valencia, Martínez Cabrera. Cayetano Bolívar intercambió múltiples cartas con presidente del Consejo de Ministros y ministro de la Guerra, Francisco Largo Caballero, e incluso viajó a Valencia para pedir refuerzos; Ante las múltiples peticiones, Largo Caballero habría respondido con la frase ni un fusil ni un cartucho más para Málaga. Las tropas de Villalba se elevaban a una estimación de entre 30 000 y 40 000 milicianos de distintos partidos y sindicatos, mal armados, sin entrenamiento alguno y totalmente indisciplinados. Otras fuentes reducen esta cifra a 12 000 milicianos. También había algunos guardias de asalto y escasa tropa entrenada. Por si esto no fuera poco, contaban solo con 8000 fusiles y 16 piezas de artillería. A pesar de todas las dificultades, las milicias se mostraban confiadas en la victoria y contaban con el apoyo de los campesinos de la provincia.

### Bando sublevado
Las fuerzas sublevadas empezaron a concentrarse a principios de enero de 1937. Al norte se situaron las fuerzas motorizadas de los camisas negras italianos que habían empezado a agruparse bajo el mando de Roatta: constituían nueve batallones en total, algo más de 10 000 hombres. Aunque legalmente eran voluntarios, pocos estaban allí de verdadera voluntad. Contaban con el apoyo de unos cien aviones de la Aviación legionaria italiana, y con el inestimable apoyo de la Agrupación de carros de asalto y autos blindados. Estos constituían el germen del posterior Corpo Truppe Volontarie (CTV). Por otro lado se encontraban las fuerzas del Ejército del Sur, distribuidas en tres grupos: las unidades al mando del Francisco Borbón y de la Torre (Duque de Sevilla) se encontraban situadas junto a Estepona, en el extremo occidental de la provincia; otro grupo se encuentra en Ronda; y finalmente otro importante grupo se encontraba en el frente de Granada, en el extremo oriental. El coronel Antonio Muñoz estaba al frente de una columna en la zona de Alhama, mientras que el coronel Basilio León Maestre estaba al frente de otra columna de reserva. Todas estas fuerzas contaban con apoyo auxiliar de artillería, caballería y aviación, además de tabores de regulares marroquíes. Queipo de Llano, primero desde su base en Sevilla y luego a bordo de los cruceros de la flota sublevada, quedó como comandante en jefe de toda la operación.

## Desarrollo de las operaciones

### Asalto sobre Málaga

Asalto sobre Málaga.

El 3 de febrero comenzó el ataque definitivo contra Málaga: Tres batallones, dirigidos por el Duque de Sevilla, avanzaron desde el sector de Ronda, encontrándose esta vez una impetuosa resistencia. Por su parte, la mañana del 5 de febrero los camisas negras iniciaron su avance desde el norte de la ciudad con su ofensiva mecanizada. En Málaga capital cundió el pánico, en parte por el miedo a quedar sitiados; José Villalba Rubio no pudo infundir un espíritu de lucha a los milicianos de Málaga, y tampoco creyó que la población civil fuera a emprender una lucha hasta la muerte. En aquellas circunstancias, tras la ruptura inicial del frente, el avance de los sublevados e italianos continuó con regularidad por las carreteras y sin encontrar demasiada resistencia ante el pánico generalizado entre los milicianos. Los italianos llegaron a las cumbres de Ventas de Zafarraya la mañana del 6 de febrero, desde donde dominaban cualquier posible retirada por la Carretera de Almería.
La resistencia comenzó a endurecerse e incluso el comandante italiano Roatta fue alcanzado por uno de los pocos disparos realizados por los inexpertos milicianos, aunque fue una herida tan leve que siguió al mando. Ante la gravedad de la situación, Villalba ordenó la evacuación ya que dio por perdida la ciudad. Sin embargo, los franquistas no trataron de cortar la carretera que se convertía en la vía de huida. Los italianos llegaron a los suburbios de Málaga el 7 de febrero por la tarde. Al día siguiente, con los españoles a las órdenes del Duque de Sevilla, entraron en la ciudad desolada. El centro urbano había sido fuertemente bombardeado y durante los primeros días de la guerra los grupos radicales y anarquistas habían arrasado el barrio de la alta burguesía malagueña, La Caleta, con lo que la ciudad presentaba un aspecto dantesco. La campaña continuó y el 6 de febrero los italianos ya habían alcanzado Vélez-Málaga, aunque en los días siguientes ni bajaron hasta la costa ni tampoco trataron de cortar la carretera.
La Armada sublevada prestaba el fuego de sus baterías con los cruceros pesados Canarias y Baleares, mientras 33 cazas Fiat y 34 bombarderos dominaban el cielo. Con este poderío aeronaval fue posible el acoso de las largas columnas de civiles y milicianos que huían hacía Almería, provocando una gran masacre. La desbandada a lo largo de la carretera continuó hasta que el 14 de febrero llegaron desde Valencia la 6.ª Brigada Mixta y parte de la XIII Brigada Internacional, que se establecieron en Albuñol, donde quedó estabilizado el frente bélico hasta que finalizó la contienda en 1939. El intento de defensa aérea de este éxodo fue el último combate en el que participó la Escuadrilla «España», bajo dirección de André Malraux, y aunque tuvieron numerosas bajas durante los combates, lograron obtener algunos éxitos pero las operaciones en Málaga ya habían terminado para mediados del mes de febrero. Francisco Franco ordenó a Queipo de Llano que la ofensiva se detuviera y no se internara en Almería. Esta decisión provocó gran indignación para Queipo de Llano, ya que creía que las tropas sublevadas podrían haber conquistado Almería sin haber encontrado una resistencia organizada del Ejército republicano.

### Masacre de la carretera de la costa

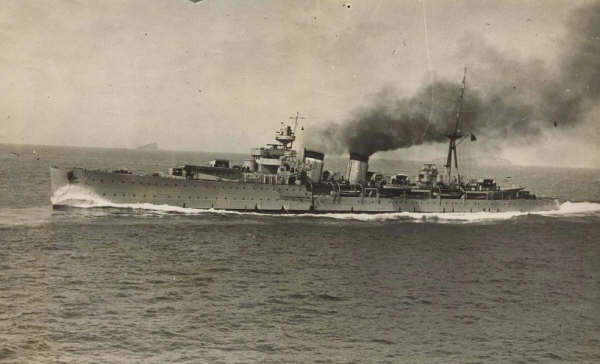
El crucero Almirante Cervera, uno de los tres buques que cañonearon desde la costa a las columnas de refugiados civiles que abandonaban la ciudad de Málaga, ocasionando miles de muertos.

La toma de Málaga por el bando sublevado también tuvo otra grave consecuencia. Ante los primeros movimientos franquistas hacia Málaga, en la capital cundió el pánico ante la represión, por lo que muchos civiles y milicianos optaron por huir por la carretera de Almería. Esta no había sido cortada, si bien estaba a merced de los bombardeos desde tierra, mar y aire. Se calcula que fueron decenas de miles los que intentaron huir, aunque el camino era extremadamente difícil tanto por los bombardeos como por el hecho de que la carretera se encontraba en pésimas condiciones a la altura de Motril. Gran parte de la población de la ciudad, temiendo las represalias, huyó por carretera hacia Almería, siendo bombardeados por mar y aire por las fuerzas ocupantes, que causaron miles de muertos entre la población civil. Paul Preston hace un relato de la situación:

La multitud de refugiados que bloquearon la carretera de Málaga había estado en un infierno. Fueron atacados desde el mar y bombardeados desde el aire en un continuo ametrallamiento. La escala de la represión en el interior de la ciudad capturada explica por qué estos civiles estaban dispuestos a echarse a la carretera.
Preston (2006, p. 195)

Estos graves acontecimientos pasaron a ser conocidos como «la masacre de la carretera Málaga-Almería« o «la Desbandá» y serían dados a conocer al mundo por el testimonio del doctor Norman Bethune, que acudió con su unidad de transfusiones a socorrer a los refugiados. Esta constituyó una de las mayores masacres civiles de la guerra, al tiempo que una de las más desconocidas si la comparamos con el éxodo de civiles que estaban por venir, como en el de los Pirineos en 1939, o la más reciente en el tiempo, consecuencia de la Campaña de Guipúzcoa, en septiembre de 1936. Los cálculos sobre la cantidad de huidos de Málaga son confusos y difíciles. Se calcula que fueron entre 15 000 y 150 000 personas. La acción del ejército franquista sobre los huidos por la carretera de Almería provocó entre 3000 y 5000 muertos, la gran mayoría civiles.

Una parte de nuestra aviación me comunicaba que grandes masas huían a todo correr hacia Motril. Para acompañarles en su huida y hacerles correr más a prisa, enviamos a nuestra aviación, que les bombardeó.
General Queipo de Llano (9 de febrero de 1937) en una de sus famosas alocuciones radiofónicas

## Represión franquista en Málaga
A continuación de la toma de Málaga tuvo lugar una de las represiones más duras ocurridas en la zona sublevada desde la toma de Badajoz en agosto de 1936. Esta se desarrolló bajo la estela de los 2500 muertos que había habido durante los primeros meses de la guerra, así como la destrucción de iglesias y el saqueo de las viviendas de la burguesía y la aristocracia malagueñas. En la ciudad quedaron miles de simpatizantes republicanos y militantes de izquierda: algunos de ellos fueron fusilados de inmediato, y el resto fueron encarcelados, pero por poco tiempo. La propia prensa falangista hablaba el 13 de febrero de 1937 de al menos 6000 prisioneros.
El historiador Hugh Thomas afirma que durante la primera semana tras la conquista de la ciudad fueron asesinadas unas 4000 personas. A día de hoy se sabe que esta cifra no está exagerada y que incluso podría ser mucho mayor, ya que en 2010 había confirmados más de 3600 ejecutados en las fosas de los cementerios de Málaga. Muchas de las víctimas fueron fusiladas en las playas sin juicio previo, y otras lo fueron tras brevísimos juicios a cargo del consejo de guerra recién establecido tras la conquista de la ciudad. Thomas habla de «escenas dantescas en los cementerios por el profanamiento de tumbas republicanas por parte de falangistas y beatas». El hecho de que numerosas personalidades republicanas hubieran huido de la ciudad por la carretera de Almería no fue un problema para las nuevas autoridades, pues las represalias también alcanzaron a sus familiares que se habían quedado en Málaga. Uno de los fiscales de Málaga encargados de los procesos sumarísimos fue Carlos Arias Navarro, por entonces un joven abogado que había pasado seis meses en la cárcel de la ciudad.

## Consecuencias
La victoria de los sublevados, con la ayuda italiana del Corpo Truppe Volontarie fue completa ante la debilidad republicana; ciertamente, era muy difícil la defensa de una ciudad que militarmente estaba rodeada por la España franquista. Los sublevados consiguieron hacer desaparecer el pasillo que comunicaba Málaga con el resto del territorio republicano y el Ejército sublevado se hizo con la ciudad. La caída de Málaga fue un golpe para la España republicana aunque no tuvo más consecuencias para la zona republicana. La devastadora derrota en Málaga causó que los ministros comunistas en el Gobierno de Valencia exigieran el cese del Subsecretario de Guerra, el general Asensio Torrado, y su sustitución por el editor del diario socialista Claridad, Carlos de Baraibar.
La fácil y completa victoria de las tropas italianas constituyó todo un triunfo resonante para el mundo y especialmente para el líder fascista italiano, Mussolini. La idea de poderío del cuerpo expedicionario fue una ilusión, pues las posibilidades militares de los republicanos en Málaga eran inexistentes. Lo cierto es que el cuerpo expedicionario italiano tenía graves carencias que quedarían al descubierto unas semanas más tarde durante la Batalla de Guadalajara, cuando estos sufrieron una rotunda derrota frente a tropas experimentadas del Ejército Popular republicano.